# Повітряна тюрма
Повітряна тюрма — трилер 1997 року.

## Сюжет
1989 рік. Відставний рейнджер Кемерон По зустрічається в барі зі своєю дружиною Трішею. Невдовзі на вулиці на них нападають хулігани і Кемерон, захищаючись, вбиває одного з них. За порадою адвоката Кемерон визнає себе винним, проте суддя вважає, що обвинувачений «застосував військові навички проти мирних жителів» і засуджує його до 7-10 років в'язниці. По не падає духом, тренує тіло, вчить іспанську мову і зав'язує дружбу з іншими ув'язненими, зокрема з Майком О'Деллом («Бебі-О»).
Минає 8 років (1997 рік). На борту літака С-123 «Jailbird» ув'язнених під охороною перевозять у нову в'язницю і серед них опиняється достроково звільнений Кемерон По. Агент УБН Дункан Меллой збирається відправити на борт літака свого федерального агента Вільяма Сімса, який стежив би за ситуацією, і дає йому з собою пістолет. Маршал Вінс Ларкін просить віддати йому зброю, оскільки на тюремному літаку ні в кого немає зброї. Меллой виконує його прохання, але потім таємно передає Сімсу пістолет.
Під час польоту рецидивіст Сайрус Гріссом («Сірус-Вірус») разом зі своїми спільниками захоплює літак, вбиваючи другого пілота, лікаря і кількох охоронців, і звільняє ув'язнених. Він забирає пістолет у вбитого другого пілота, але підісланий Меллоєм агент Сімс випадково розкриває себе і гине. «Бебі-О» потрібен інсулін (він діабетик) і Кемерон обіцяє допомогти. Гріссом змушує командира екіпажу сказати диспетчеру, що на борту літака все гаразд.
Ларкін у цей час знаходить у камері Сайруса креслення тюремного літака і розкриває його плани. Один з охоронців відкриває коробку Гріссома, в якій виявляється бомба і відбувається вибух.
Тим часом «Сірус-Вірус» зі своїми помічниками надягають форму поліцейських і приземляються в Карсон-Сіті, щоб обміняти трьох білих ув'язнених. Але їх було вбито під час захоплення літака, і Гріссом відправляє «добровольців», серед яких і командир екіпажу. По відмовляється покинути літак, щоб допомогти «Бебі-О» і охоронниці Саллі Бішоп. Поліція віддає натомість десятьох злочинців, серед яких і маніяк Гарланд Грін. Помічник «Сіруса» Джо Паркер («Більярд») переставляє транспондер від C-123 на інший літак, але не встигає сісти на «Jailbird», намагається наздогнати його під час зльоту і в підсумку гине, потрапивши під його шасі.
Ларкін аналізує інформацію і розуміє, що Кемерон є його «союзником» на борту C-123 і намагається відрадити Меллоя збивати літак. Кемерон тим часом за наказом «Діамантового Пса» викидає з літака тіло «Більярда», яке застрягло в стулках шасі, але перед цим пише на його одязі повідомлення для Ларкіна; тіло «Більярда» приземляється просто в місті, Вінсу повідомляють про знахідку. Він розуміє, що Меллой летить не за тим літаком, однак той відмовляється слухати маршала. Ларкін викрадає автомобіль Меллоя і їде в покинутий аеродром Лернер-Філд, щоб зустрітися зі злочинцями. Кемерон вбиває спільника «Сіруса» Вільяма Бедфорда («Біллі-Бедлам»), який розкрив його.
«Болотний Лісовик» садить літак у Лернер-Філд, однак той загруз у піску. Ларкін непритомніє від уламків сараю, що впали на нього і були розкидані літаком під час посадки. Бандити беруть у полон трьох охоронців, але, завдяки втручанню По, не вбивають їх. По збирається добути інсулін для «Бебі-О», проте стикається з мексиканськими бандитами, яких вбиває за допомогою Ларкіна. Бос і спільник «Сіруса» Франсіско Сіндіно кидає злочинців і збирається полетіти на своєму літаку, але Ларкін збиває його за допомогою підйомного крана. «Сірус» не прощає зради Сіндіно і жорстоко розправляється з ним, спаливши живцем. Гарланд Грін, прогулюючись місцевістю, зустрічає маленьку дівчинку, з якою він грає в ляльки, співає разом із нею і зрештою не вбиває її.
На Лернер-Філд приїжджає гвардія. Бандити влаштовують для них засідку, але Ларкін за допомогою вантажівки рятує їх. Кемерон біжить до літака разом з інсуліном. Ґвалтівник Джонні Бака («Джонні-23») збирається зґвалтувати охоронницю Саллі, але По, який підбіг на допомогу, вирубує його і рятує її, а також життя «Бебі-О»; «Jailbird» злітає. «Сірус» намагається дізнатися, хто доніс на нього поліції, і “Бебі-О” зізнається йому замість По; “Сірус” стріляє в нього. Літак переслідують вертольоти з Ларкіном і Меллоєм, Ларкін закриває своїм вертольотом C-123 і просить Меллоя не збивати його, що зрештою той і робить. По бореться з бандитами і отримує поранення в ліву руку, а Саллі вирубує Гріссома. По приходить у кабіну пілотів до «Болотного Лісовика» і наказує йому садити літак. C-123 здійснює жорстку посадку в Лас-Вегасі прямо перед казино і частково руйнується, під час посадки гине «Джонні-23». Злочинців заарештовують, «Бебі-О» забирає швидка допомога, але «Сирус-Вірус», «Болотний Лісовик» і «Діамантовий Пес» тікають на пожежній машині. По і Ларкін переслідують їх на поліцейських мотоциклах і у важкій сутичці зупиняють злочинців. Наприкінці фільму Кемерон зустрічається з дружиною Трішею і 8-річною донькою Кейсі та дарує доньці плюшевого рожевого кролика, якого він купив їй у подарунок на день народження.
Фільм закінчується сценою, де, мабуть, Гарланд Грін, який виправився, грає в казино.

## У ролях
| Актор              | Роль |
| ------------------ | --- |
| Ніколас Кейдж      | Кемерон По відставний рейнджер, чоловік Тріші, батько Кейсі, друг «Бебі-О», Саллі та Вінса                              |
| Джон К'юсак        | Вінсент (Вінс) Ларкін федеральний маршал, друг Кемерона                                                                 |
| Джон Малкович      | Сайрус Гріссом («Сірус-Вірус») вбивця, грабіжник-рецидивіст                                                             |
| Майкелті Уільямсон | Майкл (Майк) О'Делл («Бебі-О») ув'язнений, друг Кемерона і Саллі                                                        |
| Рейчел Тікотін     | Саллі Бішоп охранниця, подруга Кемерона і «Бебі-О»                                                                      |
| Вінг Реймс         | Натаніел (Натан) Джонс («Діамантовий Пес») колишній генерал угруповання «Чорних горил» («Чорна сім'я»), спільник Сіруса |
| Нік Чінланд        | Вільям Бедфорд («Біллі-Бедлам») вбивця, спільник Сіруса                                                                 |
| Денні Трехо        | Джонні Бака («Джонні-23») серійний ґвалтівник                                                                           |
| Колм Міні          | Дункан Меллой агент УБН                                                                                                 |
| Джон Роселиус      | Деверс начальник Вінса Ларкіна                                                                                          |
| Гейні Майк Коннор  | Ерл Вільямс («Болотний Лісовик») пілот, викрадач транспортних засобів                                                   |
| Хосе Баррего       | Франсиско Сіндіно авторитет мексиканських бойовиків, наркодилер, мільярдер                                              |
| Сантьяго Ренолі    | У титрах вказаний як Ренолі                                                                                             |
| Дейв Шаппелл       | Джо Паркер («Більярд») грабіжник, наркоман, помічник Сіруса                                                             |
| Стів Бушемі        | Гарланд Грін («Марієттський різьбяр») маніяк-вбивця                                                                     |
| Моніка Поттер      | Триша По дружина Кемерона, мама Кейсі                                                                                   |
| Ландрі Оллбрайт    | Кейсі По |
| Енджела Федерстон  | Джинни помічниця Вінса Ларкіна                                                                                          |
| Стів Істин         | Фолзун начальник охорони                                                                                                |
| Хосе Суньїга       | Вільям Сімс агент УБН                                                                                                   |
| Фредрік Лене       | КВС C-123 «Jailbird» |
| Марті Максорлі     | В титрах вказаний як Мартін Максорлі другий пілот C-123 «Jailbird»                                                      |
| Даббс Грір         | старець під вантажівкою на аеродромі Лернер-Філд                                                                        |
| Еміліо Рівера      | Карлос |
| Джон Діл           | адвокат Кемерона (у титрах не вказано)                                                                                  |
| Пауерс Бут         | офіцер на похоронах (голос, у титрах не вказано)                                                                        |